# Ramon Dachs

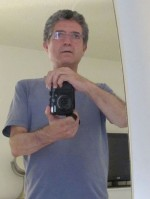
Autofoto del autor

Ramon Dachs (Barcelona, 1959), poeta, escritor y bibliotecario-documentalista. Su creación principal se articula en dos facetas. Por un lado, Eurasia/Transeurasia/Antarctide (1978-2008), su ciclo poético total multilingüe, cerrado en el 2009 con el viaje-performance a la Antártida como puesta en escena del silencio poético definitivo. Por otro lado, su aventura postpoètica en curso, que, iniciada el 2005, se compone de una trilogía narrativa autoficcional en 3.ª persona con fotos propias: Álbum del trasiego (2008), Álbum de la Antártida (2009) y Álbum errante. Es autor además de Intermínims de navegació poètica, poemario completamente hipertextual y tetralingüe, disponible a Internet desde 1996, y del poema combinatorio interactivo Intertarot de Marsella , disponible desde el 2008. Ha colaborado en una cincuentena de revistas y periódicos; ha impartido conferencias en 8 países; ha expuesto individualmente en España, Francia, México, Estados Unidos y Argentina; ha trabajado con artistas plásticos internacionales, ha sido traducido a varias lenguas y ha traducido, a su vez, de varias lenguas al catalán y al español.

## Poesía
- Fosca endins. Alzira: Germania, 1993 (Poesía; 2).
- Poemes mínims. Alzira: Germania, 1995 (Enquadres de poesía; 1). 2.ª ed.: Barcelona: Proa, 2001 (Els Llibres de L'Òssa Menor; 225). 3.ª ed.: Barcelona: Llibres de l'ïndex, 2011.
- Cima branca [Texto en galego.] La Coruña: Espiral Maior, 1995 (A Illa verde; 13).
- Quadern rimbaldià, o La intertextualitat generativa / amb versions -variació de "Sensation", d'Arthur Rimbaud (1870), per Josep Palau i Fabre (1947) i Ramon Dachs (1995). [Textos en catalán y en francés.] Mallorca: Caixa de Balears "Sa nostra", 1996 (El Turó; 40).
- Blanc. [Texto reversible catalán-francés francés-catalán.] Mallorca: Moll, 1998 (; 82).
- Llibre d'amiga / preliminar (Cantiga) de Pere Gimferrer; adenda (Versións galegas) de Basilio Losada. Benicull de Júcar, Valencia: 7 y Mig, 1998
- Escritura geométrica, escritura fractal [texto de las escrituras G-F expuestas en catalán, castellano, francés e inglés; documentación complementaria en catalán, castellano e inglés] / [presentación: Juan Manuel Bonet; traducción castellana: Tomàs Belaire (excepto los textos de creación, en versión del autor); English translation: Karel Clapshaw]. Valencia: IVAM, 1999. Catálogo de la exposición que incluye una antología sistemática del ciclo Eurasia.
- Libro de amiga, seguido de Fronda adentro / Cantiga preliminar de Pere Gimferrer; tinta china de Tere Vila-Matas; colofón de Giuseppe Tavani, Stephen Reckert,    Basilio Losada, Paola Elia y Victoria Cirlot. [Textos en español -excepto tres en gallego- y catalán.] Murcia: Nausícaa, 2002 (Barcaiar de poesía; 2). Ed. no venal. 2.ª  ed.: Barcelona: Azul, 2004.-
- Eurasia: palimpsesto lírico mayor, 1978-2001. [Síntesis reescritural sistemática en español del ciclo poético Eurasia.] México, D.F.: Ediciones Sin Número, 2003.-
- Codex mundi: écriture fractale II = escritura fractal II /  traduction en français d'Anne-Hélène Suárez Girard. [Texto en francés y español] Nîmes: Éditions de la mangrove - Marseille: Mobil-hombre - Buenos Aires: Xul, 2004. Avec le concours du Centre national du livre (Paris).
- Ut pictura poesis: Broto, Salinas, Toledo / [con reproducciones originales de José Manuel Broto, Baruj Salinas y Francisco Toledo; y una foto de Graciela Iturbide; y cono 3 poemas: Fulgor, Portolano y Sin juicio: viaje en Oaxaca.] [Texto multilingüe/español.] Vic: Emboscall, 2004 (El taller de poesía; 109).
- Tarot de Marsella: poema aleatorio / ilustrado con las 78 cartas tradicionales grabadas por Nicolas Conver en 1760. Barcelona: Azul, 2006.
- Blanc: topoèmologie. [Texte trilingue français-español-catalán.] 1e éd. topoèmologique intégrale. Reims: Le clou dans le fer, 2007 (Expériences poètiques). Avec le concours de .Centre national lleva livre (Paris).
- 101 juejus y 12 robaiyat / [apropiación] de R.D.; 101 juejus traducidos del chino con Anne-Hélène Suárez; 12 robaiyat traducidos del árabe con Josep Ramon Gregori; preámbulo de Josep Palau y Fabre; epílogo de Stephen Reckert. [Ed. bilingüe chino-catalán y árabe-catalán.] Valencia: Alfons el Magnánimo, 2010 (Antologíies/Poesia)
- Codex mundi: escritura fractal completa (1978-2008). Colmenar Viejo, Madrid: Amargord, 2012. (Colección л de poesía).
- L' Amor / con un prólogo de Victoria Cirlot y un poema de Pere Gimferrer. Barcelona: Libros del Índice, 2014. Con el apoyo del Departamento de Cultura Cataluña).
- De l’Antàrtida a la Torre: fotopoètiques del silenci, de l’11 de juny al 27 de novembre de 2016. [Catàleg d’exposició. Fotollibre]  / presentació i coordinació: Natàlia Chocarro ; amb textos [en català o castellà] de Juan Manuel Bonet, Laura Borràs, Victoria Cirlot, José Corredor-Matheos i R.D.; textes en français: Marta Martínez Valls. Torroella de Montgrí: Palau Solterra, Fundació Vila Casas, 2015.

## Exposiciones individuales
- Panorama vítri d'escriptura geomètrica / organizada por la Facultad de Matemáticas y Estadística con la colaboración del Museo de Arte de Girona. Barcelona: Sala de exposiciones de Cataluña, 10-27 de noviembre de 1998.
- Escritura geométrica, escritura fractal / coordinación: Carlos Pérez. Valencia: IVAM Centre Julio González, 28 de septiembre de 1999 -  5 de diciembre de 1999 (prorrogada: 9 de enero de 2000). [Sinopsis del Museo: catalán - español - english.]

- Codex mundi: fractal writing II = escritura fractal II / coordinación: Mildret Cabezas. Coral Gables, FL (USA): Centro Cultural Español de Miami (CCE-Miami), 10 de febrero - 15 de marzo de 2006.
- Poème de poèmes: mise en scène du silence. Périgueux, France: Expoésie, Théâtre Le Paradis, 30 juin - 2 julliet 2006.
- + itinerancia en Barcelona: Poema de poemas: puesta en escena del silencio. Cyberpoem 3.1, Centro Cívico Torre Llobeta, 11-18 de noviembre de 2006. Instalación-exposición aumentada.
- + itinerancia a Córdoba (Argentina): Poema de poemas: puesta en escena del silencio. Expoesía II, Universidad Nacional de Córdoba (vestíbulo de ) 13-17 de agosto de 2007. Con la colaboración del Ministerio de Cultura. Instalación-exposición nuevamente aumentada, que, tras la clausura, pasa a engrosar la colección poética multimedia Lenguajes Aledaños, dirigida por Guillermo Daghero en el Centro Cultural España Córdoba (Argentina).
- Misteriosa Antártida: fotos de escritor. Oaxaca, México: Centro Fotográfico Manuel Álvarez Bravo, 16 de junio – 19 de julio de 2011 (prorrogada: 31 de julio). Con la colaboración del Instituto Ramon Llull.
- + itinerancia a Monterrey, México: Drexel Galería, 1-17 de septiembre de 2011. Con la colaboración del Instituto Ramon Llull.
- + itinerancia en Santander: CDIS (Centro de Documentación de la Imagen del Ayuntamiento de Santander), 19 de julio – 31 de agosto de 2012.
- La Torre : (Barcelona): 160 fotohaikus. [vídeo-instalación.] Barcelona: Arts Santa Mònica, 9 – 19 de enero de 2013.
- De l’Antàrtida a la Torre: fotopoètiques del silenci / coordinació: Natàlia Chocarro. Torroella de Montgrí: Palau Solterra, Fundació Vila Casas, 11 de junio - 27 de noviembre de 2016

## Ciberliteratura
- Intermínims de navegación poética / realización técnica: Josep-Àngel Borràs. Barcelona: COBDC, 1996-1997 - Vilaweb, 1998-2002 - Valencia: Llibreweb, 2003-2005 - Barcelona: Hermeneia: 2006-

A partir de 2004, en versión multilingüe en hipertexto integral catalán-español-français-english. Realización técnica de R.D.
En español (marzo de 2004):
Intermínimos de navegación poética / traducción: Anne-Hélène Suárez Girard
En francés (agosto de 2004):
Interminimes de navigation poétique / traducción: Anne-Hélène Suárez Girard
En inglés (septiembre de 2004):
Interminimals of poetic navigation / traducción: Karel Clapshaw
- Intermínims. Ed. integral tetralingüe en CD-Rom. Palma de Mallorca: Revista Casatomada. N.º.5, 2005 (Bonus track; 5). Patrocinado por el Consejo Insular de Mallorca, Departamento de Cultura.

- Ramon Dachs: poéticas no lineales, 1996-2006 = poéticas no lineales, 1996-2006 / idea y coordinación: Laura Borràs; diseño y realización: Carles Lindín. Barcelona: Hermeneia, 18 de abril de 2006-. Exposición virtual.

Ampliada hasta el 2008 con motivo de la incorporación de InterTarot de Marsella.
- InterTarot de Marsella: poema aleatorio = InterTarot de Marseille: poème aléatoire / cartas: Nicolas Conver (1760); traducción al francés: Anne-Hélène Suárez; versión web: Pau Ceano (febrero de 2008). Barcelona: Hermeneia, 18 de abril de 2008

## Memorias literarias y autoficció
- Eurasia: 30 años de insubordinación literaria a los mandarinatges (1974-2003) / entrevista: José Antonio Martínez Muñoz; fotos: Xavier Sanfulgencio. [Crónica de la aventura literaria: aprendizaje, escritura, edición y recepción.] Barcelona: Llibres de l'Índex, 2004. Libro del mes a Vilaweb (septiembre de 2004).
- Álbum del trasiego [Autoficción/ensayo en forma de diario profusamente ilustrado: junio de 2005 – junio de 2008]. Barcelona: , 2008.
- Álbum de la Antártida [Autoficción/ensayo en forma de diario profusamente ilustrado: julio de 2008 – junio de 2009]. Barcelona: , 2009. Incluye la pieza mímica en tres actos: Puesta en escena del silencio (apuntes).
- Misteriosa Antártida: fotos de escritor / preliminar de Juan Manuel Bonet. [Catálogo de la exposición itinerante producida por el Centro Fotográfico Manuel Álvarez Bravo de Oaxaca, México. Incluye 12 extractos textuales y 12 fotos de el Álbum de : Florent Fajole éditeur, 2011.
- Álbum errante [Autoficción/ensayo en forma de diario profusamente ilustrado: septiembre de 2009 – enero de 2011. Monterrey, N.L. - Madrid: Vaso Roto, 2012.
- “Oaxaca y Monterrey: 16 dípticos en contexto” [fotos y texto]. Cuadernos del matemático. Getafe, Madrid. N.º 47 (diciembre de 2011). Encarte central en color. [1r P.S. de la trilogía Álbum de el trasiego +Álbum de + Álbum errante.]
- “Santander y Nueva York: 16 dípticos en contexto” [fotos y texto]. Cuadernos del matemático. Getafe, Madrid. N.º 49 (diciembre de 2012). Encarte central en color. [2.º P.S. de la trilogía Álbum de el trasiego + Álbum de + Álbum errante.]